# GLORIA (proyecto de investigación)

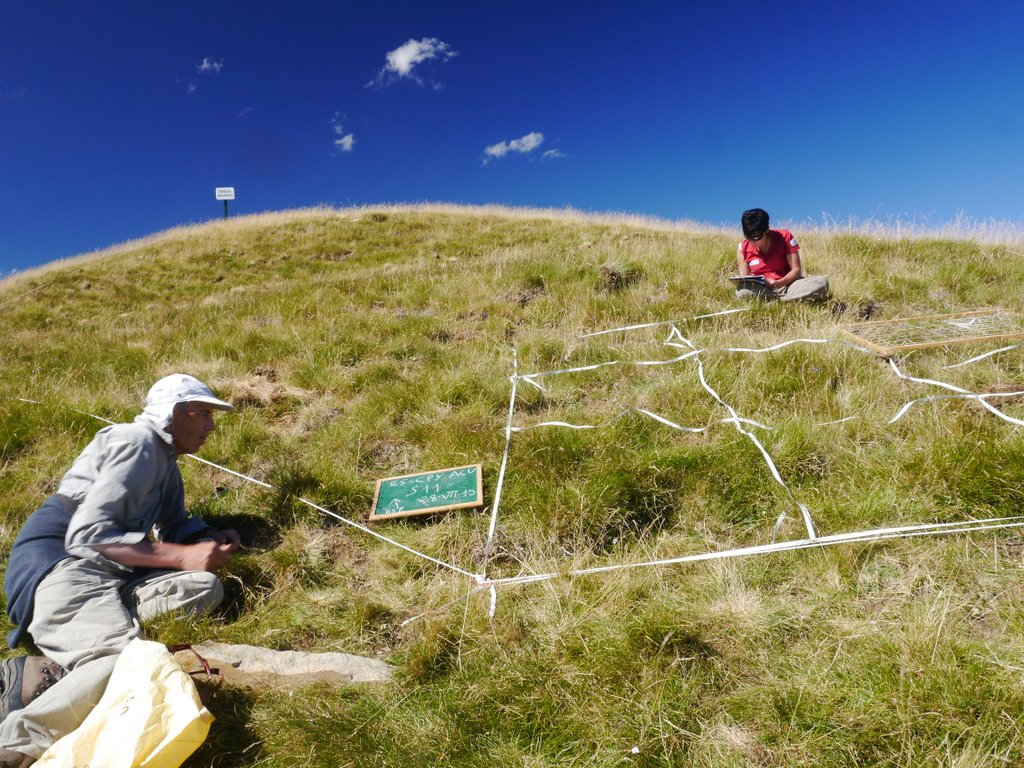
Trabajos de campo del proyecto GLORIA en el Parque Nacional de Ordesa y Monte Perdido, Pirineo aragonés, España. Foto: José Luis Benito

La Iniciativa para la Investigación y el Seguimiento Global de los Ambientes Alpinos (Global Observation Research Initiative in Alpine Environments, GLORIA en su acrónimo inglés) es un proyecto internacional de observación a largo plazo para evaluar los impactos del cambio climático sobre la biodiversidad de la alta montaña de la Tierra. Para ello hemos diseñando un muestreo aplicable en cualquier área de montaña y con el que podemos comparar las diferentes regiones montañosas del mundo. Fue establecido en 2001 en 18 cordilleras europeas (GLORIA-Europa), aunque en la actualidad se ha extendido por montañas de todo el mundo, reuniendo más de 121 zonas piloto GLORIA, de los polos a los trópicos (GLORIA-Worldwide). 
GLORIA centra su atención en la biozona alpina (es decir, áreas de alta montaña), la cual podemos definir como el área situada por encima del nivel en que las bajas temperaturas determinan el límite del bosque (forestline); incluiría el ecotono del límite superior de los árboles (treeline) más los niveles alpino y nival. La biozona alpina resulta ser la única unidad biogeográfica distribuida por todo el mundo. Además, en no pocos países a la vegetación de alta montaña no llegan directamente los impactos humanos o lo hacen menos intensamente que a altitudes inferiores. En resumen, la biozona alpina ofrece una oportunidad única para el seguimiento comparativo del impacto climático.

## Historia
La idea de monitorizar las comunidades de plantas alpinas se planteó en 1996 durante un taller en Katmandú.  Los científicos empezaron a realizar experimentos en hábitats alpinos para determinar lo que el método de muestreo podría dar de sí. En 2001, se lanzó GLORIA-Europa con 18 sitios en 13 países europeos, un proyecto que sigue en marcha y cuyos muestreos se han repetido en 2008 y 2015. Desde la primavera de 2004, GLORIA se ha ido expandiendo a prácticamente todas las montañas alpinas del mundo.

## Proyecto GLORIA en España
En España hay activas seis zonas piloto GLORIA: dos en el Pirineo aragonés, (ES-CPY parque nacional de Ordesa y Monte Perdido y ES-SPY Pirineo silíceo-Valle de Tena); dos en la parque nacional de Sierra Nevada (ES-SNE Sierra Nevada occidental y ES-SNN Sierra Nevada nororiental); una en el sistema Central (ES-SIC) en 2006 (Navacerrada ES-SIC); otra en la cordillera Cantábrica (ES-CRE) en 2010; una última en el sistema Ibérico en 2012 Moncayo (ES-MON). España es el país europeo que más zonas piloto aporta a la red GLORIA y Aragón con 3 es la región con más zonas de vigilancia.
Las zonas piloto del Pirineo aragonés y Moncayo están bajo la dirección científica del investigador del Instituto Pirenaico de Ecología - CSIC, Dr. Luis Villar Pérez y la coordinación del Dr. José Luis Benito Alonso (Jolube Consultor Botánico y Editor), con el apoyo financiero de la Dirección General de Cambio Climático del Gobierno de Aragón y de fondos FEDER de la Unión Europea. Contamos con la colaboración del Servicio de Medio Ambiente de Soria de la Junta de Castilla y León. El proyecto GLORIA ha sido incluido en la Estrategia Aragonesa de Cambio Climático y Energías Limpias (EACCEL), ahora actualizada con la Estrategia Aragonesa de Cambio Climático Horizonte 2030 (EACC 2030), dentro del Observatorio del Cambio Climático en Aragón.
Las zonas piloto de Sierra Nevada están a cargo del Dr. Joaquín Molero Mesa de la Universidad de Granada. 
La zona piloto de Navacerrada está a cargo de la Dra. Rosario G. Gavilán del Dpto. Biología Vegetal II de la Universidad Complutense. 
La zona piloto de la Cordillera Cantábrica está a cargo del Dr. Álvaro Bueno Sánchez del Jardín Botánico Atlántico, Dr. José Ignacio Alonso Felpete del Indurot-Universidad de Oviedo y Dra. Rosario G. Gavilán de la Universidad Complutense.
Recientemente se han establecido dos ZP GLORIA en el Pirineo francés: en 2018-19 FR-PHT: Pirineo Central Norte (Hautes Pyrénées - Gavarnie) y en 2018 FR-POR: Pirineo Oriental Norte (Pyrénées Orientales - Valée d’Eyne).

## Proyecto GLORIA en Sudamérica
En América del Sur, el proyecto GLORIA tiene establecidas 22 zonas piloto en los países, de norte a sur, de Venezuela, Colombia, Ecuador, Perú, Bolivia, Chile y Argentina, parte de los cuales están bajo la denominación de Red GLORIA-Andes. La primera ZP se estableció en 2006 en Cumbres Calchaquíes (AR-CUC).
Los sitios GLORIA de Sudamérica son:

### Argentina
- Andes-Este, prov. de Salta (AR-ANS)
- Andes-Norte, Cumbres Calchaquíes (AR-CUC)
- Sierra de Famatina (AR-FAM)
- Pre-cordillera Patagonia, prov. de Santa Cruz (AR-SCP)
- Tierra del Fuego (AR-TDF)

### Bolivia
- Cordillera Apolobamba (BO-APL)
- Andes Tropicales - Sajama (BO-SAJ)
- Tuni-Condoriri, Cordillera Real (BO-TUC)

### Chile
- Andes Sur / Reserva de la Biosfera Araucarias / Parque Nacional Conguillío (CL-ARA)

### Colombia
- Cordillera Oriental / Sierra Nevada del Cocuy (CO-CCY)
- Cordillera Oriental / Páramo Chingaza (CO-CHZ)

### Ecuador
- Reserva Ecológica El Ángel (EC-ANG)
- Reserva Ecológica Antisana (EC-ANT)
- Complejo volcánico Pichincha (EC-PIC)
- Parque Nacional Podocarpus (EC-PNP)

### Perú
- Cordillera Huaytapallana (PE-HAP)
- Andes Tropicales / Cordillera Blanca / Huascarán Reserva de la Biosfera (PE-HUA)
- Páramo Pacaipampa / Cachiaco (PE-PAC)
- Parque Nacional Río Abiseo (PE-RAB)
- Andes Tropicales / Cordillera Vilcanota (PE-SIB)

### Venezuela
- La Culata - Piedras Blancas (VE-CPB)
- Gavidia - Sierra Nevada (VE-GSN)

### MANUAL DE CAMPO
Manual para el trabajo de campo del proyecto GLORIA. Aproximación al estudio de las cimas. Métodos básico, complementarios y adicionales. 5ª edición. Pauli, H.; Gottfried, M.; Lamprecht, A.; Niessner, S.; Rumpf, S.; Winkler, M.; Steinbauer, K. & Grabherr, G., coordinadores y editores (2015). Edita GLORIA-Coordinación, Academia Austriaca de Ciencias y Universidad de Recursos Naturales y Ciencias de la Vida, Viena, Austria. Edición en español a cargo de J.L. Benito Alonso & L. Villar, Jaca, España. ISBN 978-92-79-47948-9 (versión electrónica en español) ISBN 978-84-947985-7-3 (versión papel en español). doi 10.2777/37575.

### ARTÍCULOS CIENTÍFICOS
Plant dispersal strategies of high tropical alpine communities across the Andes. Journal of Ecology 108(5) (V-2020). Carolina Tovar Ingar, I.M. Melcher, Buntarou Kusumoto & al. doi 10.1111/1365-2745.13416.
Thermal niche traits of high alpine plant species and communities across the tropical Andes and their vulnerability to global warming. Francisco Cuesta, Carolina Tovar Ingar, Luis Daniel Llambí & al. doi 110.1111/jbi.13759.
Hierarchical drivers of soil microbial community structure variability in “Monte Perdido” Massif (Central Pyrenees). Scientific Reports 9: 8768 (19-VI-2019). Autores: Juan-José Jiménez; José M. Igual; Luis Villar; José-Luis Benito-Alonso & Jesús Abadías-Ullod. doi 10.1038/s41598-019-45372-z.
Latitudinal and altitudinal patterns of plant community diversity on mountain summits across the tropical Andes. Ecography 40(12), 1381–1394. Cuesta, F.,  Muriel, P.,  Llambí, L.  D.,   Halloy, S.,  Aguirre, N.,   Beck,    S.,  ... Gosling, W.   D.  (2017). doi doi.org/10.1111/ecog.02567. 
The rich sides of mountain summits – a pan-European view on aspect preferences of alpine plants. Journal of Biogeography(2016) 43: 2261–2273. Autores: Manuela Winkler, Andrea Lamprecht, Klaus Steinbauer, Karl Hülber, Jean-Paul Theurillat, Frank Breiner, Philippe Choler, Siegrun Ertl, Alba Gutiérrez Girón, Graziano Rossi, Pascal Vittoz, Maia Akhalkatsi, Christian Bay, José-Luis Benito Alonso, Tomas Bergström, Maria Laura Carranza, Emmanuel Corcket, Jan Dick, Brigitta Erschbamer, Rosa Fernández Calzado, Anna Maria Fosaa, Rosario G. Gavilán, Dany Ghosn, Khatuna Gigauri, Doris Huber, Robert Kanka, George Kazakis, Martin Klipp, Jozef Kollar, Thomas Kudernatsch, Per Larsson, Martin Mallaun, Ottar Michelsen, Pavel Moiseev, Dmitry Moiseev, Ulf Molau, Joaquín Molero Mesa, Umberto Morra di Cella, Laszlo Nagy, Martina Petey, Mihai Pușcaș, Christian Rixen, Angela Stanisci, Michael Suen, Anne O. Syverhuset, Marcello Tomaselli, Peter Unterluggauer, Tudor Ursu, Luis Villar, Michael Gottfried, Harald Pauli. doi 10.1111/jbi.12835.
Integrando escalas y métodos LTER para comprender la dinámica global de un espacio protegido de montaña: el Parque Nacional de Ordesa y Monte Perdido. Ecosistemas 2016: 25(1): 19-30. Autores: García M.B.; Alados, C.L.; Antor, R.; Benito-Alonso, J.L.; Camarero, J.J.; Carmena, F.; Errea, P.: Fillat, F.; García-González, R.; García-Ruiz, J.M.; Gartzia, M.; Gómez García, D.; Gómez, I.; González-Sampériz, P.; Gutiérrez, E.; Jiménez, J.J.; López-Moreno, J.I.; Mata, P.; Moreno, A.; Montserrat, P.; Nuche, P.; Pardo, I.; Revuelto, J.; Rieradevall, M.; Sáiz, H.; Tejero, P.; Vicente-Serrano, S.; Villagrasa, E.; Villar, L.; Valero-Garcés, B. 2016. doi 10.7818/ECOS.2016.25-1.04.
Recent Plant Diversity Changes on Europe’s Mountain Summits. Science 20 de abril de 2012: Vol. 336 no. 6079 pp. 353-355. doi 10.1126/science.1219033. Autores: Harald Pauli, Michael Gottfried, Stefan Dullinger, Otari Abdaladze, Maia Akhalkatsi, José Luis Benito Alonso, Gheorghe Coldea, Jan Dick, Brigitta Erschbamer, Rosa M. Fernández Calzado, Dany Ghosn, Jarle I. Holten, Robert Kanka, George Kazakis, Jozef Kollár, Per Larsson, Pavel Moiseev, Dmitry Moiseev, Ulf Molau, Joaquín Molero Mesa, Laszlo Nagy, Giovanni Pelino, Mihai Puşcaş, Graziano Rossi, Angela Stanisci, Anne O. Syverhuset, Jean-Paul Theurillat, Marcello Tomaselli, Peter Unterluggauer, Luis Villar, Pascal Vittoz, Georg Grabherr. Leer el artículo
Continent-wide response of mountain vegetation to climate change. Nature Climate Change 2, 111–115 (2012) doi 10.1038/nclimate1329. Autores: Michael Gottfried, Harald Pauli, Andreas Futschik, Maia Akhalkatsi, Peter Barančok, José Luis Benito Alonso, Gheorghe Coldea, Jan Dick, Brigitta Erschbamer, María Rosa Fernández Calzado, George Kazakis, Ján Krajči, Per Larsson, Martin Mallaun, Ottar Michelsen, Dmitry Moiseev, Pavel Moiseev, Ulf Molau, Abderrahmane Merzouki, Laszlo Nagy, George Nakhutsrishvili, Bård Pedersen, Giovanni Pelino, Mihai Puscas, Graziano Rossi, Angela Stanisci, Jean-Paul Theurillat, Marcello Tomaselli, Luis Villar, Pascal Vittoz, Ioannis Vogiatzakis & Georg Grabherr. Leer el artículo
Weak and variable relationships between environmental severity and small-scale co-occurrence in alpine plant communities. Journal of Ecology 95 (6): 1284–1295 (XI-2007); (publicado en línea el 24-VIII-2007. doi 10.1111/j.1365-2745.2007.01288.x). Autores: S. Dullinger, I. Kleinbauer, H. Pauli, M. Gottfried, R. Brooker, L. Nagy, J.-P. Theurillat, J. I. Holten, O. Abdaladze, J.-L. Benito Alonso, J.-L. Borel, G. Coldea, D. Ghosn, R. Kanka, A. Merzouki, C. Klettner, P. Moiseev, U. Molau, K. Reiter, G. Rossi, A. Stanisci, M. Tomaselli, P. Unterlugauer, P. Vittoz & G. Grabherr. Leer el artículo
La flora alpina y el cambio climático: el caso del Pirineo central (Proyecto GLORIA-Europe). Villar, L. & J.L. Benito Alonso (2003). In España ante los compromisos del Protocolo de Kioto: Sistemas Naturales y Cambio Climático. Actas de VII Congreso Nacional de la Asociación Española de Ecología Terrestre: 92-105. Edita AEET. Barcelona. Publicación en CD-ROM. ISBN 84-688-2620-0. Leer el artículo
Pastoreo y excrementos en el piso alpino del Parque Nacional de Ordesa y Monte Perdido (Proyecto GLORIA-Europe). Villar, L. & J.L. Benito Alonso (2003). In: ROBLES, A.B., M.E. RAMOS, M.C. MORALES, E. SIMÓN, J.L. GONZÁLEZ REBOLLAR & J. BOZA (Ed.). Pastos, desarrollo y conservación. Pp. 507-511. Sociedad Española para el Estudio de Pastos y Consejería de Agricultura y Pesca (Junta de Andalucía). Granada. ISBN 84-8474-100-1. Leer el artículo
La huella del Cambio Global en Sierra Nevada: Retos para la conservación. Regino Jesús Zamora Rodríguez, Antonio Jesús Pérez Luque, Francisco Javier Bonet García, José Miguel Barea Azcón, Rut Aspizua Cantón eds. (2015) Consejería de Medio Ambiente y Ordenación del Territorio. Junta de Andalucía. 208 pp. ISBN 978-84-338-5814-6. Leer el artículo